# سیارک ۱۹۰۳
سیارک ۱۹۰۳ (به انگلیسی: 1903 Adzhimushkaj، نامگذاری:1972JL) هزار و نهصد و سومین سیارک کشف شده‌است که در ۹ مه ۱۹۷۲ کشف شد.
قدر مطلق سیارک برابر ۱۰٫۵۰ است.